# Zamua

Mapa Asyrii i krain leżących na wschód i północ od niej (1 połowa I tys. p.n.e.). Na mapie zaznaczone zostało położenie krainy Zamua - na południe od jeziora Urmia i północ od krainy Parsua

Zamua, też Mazamua – kraina występująca w źródłach asyryjskich z 1 połowy I tys. p.n.e., leżąca na pograniczu pomiędzy północno-wschodnią Mezopotamią a północno-zachodnim Iranem. Obejmowała obszar na północ od górnego biegu rzeki Dijali, od zachodnich zboczy gór Zagros po równinę Shahrizor rozciągającą się wokół współczesnego irackiego miasta As-Sulajmanijja. Pod względem geopolitycznym Zamua nie tworzyła nigdy jednolitego organizmu państwowego, ale podzielona była na regiony, z których każdy posiadał szereg miast rządzonych przez własnych, lokalnych królów.
Pod kontrolą asyryjską Zamua znalazła się najprawdopodobniej już na początku IX w. p.n.e., gdyż asyryjski król Adad-nirari II (911-891 p.n.e.) wspomina w swych inskrypcjach o jej podboju. Za rządów Aszurnasirpala II (883-859 p.n.e.) kraina ta trzykrotnie buntowała się przeciw Asyrii - dwukrotnie w 881 r. p.n.e. i ponownie w 880 r. p.n.e. Na każdy z buntów asyryjski król odpowiedział odwetową wyprawą karną poprowadzoną do Zamuy. Przywódcą rebelii i głównym jego przeciwnikiem był Nur-Adad, król Dagary, jednego z królestw Zamuy. W trakcie drugiej z wypraw Aszurnasirpal II wdarł się głęboko na terytorium Zamuy, zdobywając i niszcząc miasta i garnizony Nur-Adada. Pacyfikację krainy zakończyła dopiero trzecia wyprawa, kiedy to zwycięskiemu Aszurnasirpalowi II podporządkować się mieli w mieście Tukulti-Aszur-asbat (Arrakdu) wszyscy królowie Zamuy. W 843 r. p.n.e. Zamuę zaatakował Salmanasar III (858-824 p.n.e.), syn i następca Aszurnasirpala II, który ponownie przejął nad nią kontrolę i zaanektował ją jako nową prowincję do państwa asyryjskiego. Począwszy od rządów Szamszi-Adada IV (823-811 p.n.e.) gubernatorzy Zamuy (Mazamuy) zaczynają być wymieniani w asyryjskich listach i kronikach eponimów (pełnili urząd eponima w 810, 783, 768. 733 i 712 r. p.n.e.). O prowincji wzmiankują też inskrypcje Tiglat-Pilesera III (744-727 p.n.e.) i Sargona II (722-705 p.n.e.). Ten ostatni w 714 r. p.n.e. poprowadził przez Zamuę swe wojska w trakcie swej ósmej kampanii wojennej skierowanej przeciw królestwu Urartu. Prowincja pojawia się też w listach i dokumentach administracyjnych z czasów panowania Asarhaddona (680-669 p.n.e.) i Aszurbanipala (669-627? p.n.e.). Podczas walk Aszurbanipala z jego zbuntowanym bratem Szamasz-szuma-ukinem w Babilonii ten pierwszy użył oddziałów sprowadzonych z innych prowincji, m.in. z Mazamuy.
Asyryjscy gubernatorzy Zamuy (Mazamuy) znani z asyryjskich list i kronik eponimów:
- Bel-qate-sabat – pełnił urząd eponima w 810 r. p.n.e.[3][4];
- Ninurta-nasir – pełnił urząd eponima w 783 r. p.n.e.[3][5];
- Aplaja – pełnił urząd eponima w 768 r. p.n.e.[3][5];
- Aszur-da’’inanni – pełnił urząd eponima w 733 r. p.n.e.[3][6];
- Szarru-emuranni – pełnił urząd eponima w 712 r. p.n.e.[3][7]